# Gemeinde Zreče

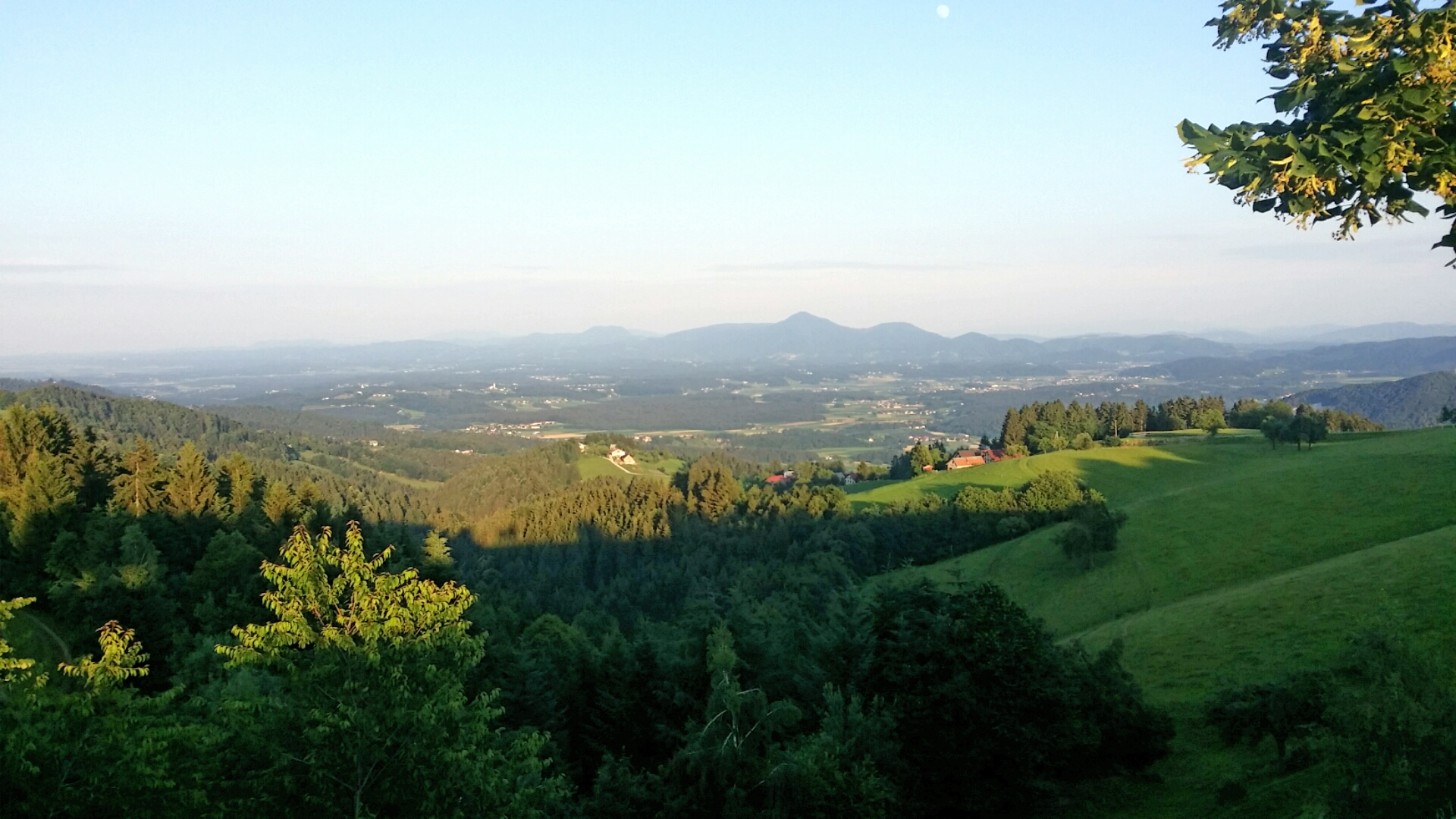
Landschaft bei Zreče.

Die Gemeinde Zreče (deutsch (historisch): Rötschach bei Gonobitz) ist eine Gemeinde in der historischen Landschaft Spodnja Štajerska (Untersteiermark) und in der statistischen Region Savinjska in Slowenien.
Hauptort und Verwaltungssitz ist die Stadt Zreče. Der Ort ist bekannt wegen seiner Thermen, deren Kuranlagen zu den größten in Slowenien zählen.

## Lage
Zreče liegt am Südhang des Pohorje (Bacherngebirge) im oberen Dravinja-Tal (Drann).

## Ortschaften
Die Gemeinde umfasst die nachstehenden 27 Ortschaften (in Klammer die historischen deutschsprachigen Ortsbezeichnungen aus der Zeit vor 1918):
- Bezovje nad Zrečami (Besovje, Wesouje ob Rötschach)
- Boharina (Woheria, Bachersdorf)
- Bukovlje (Bukole, Wukole)
- Čretvež (Retschnigg)
- Črešnova (Tschreschnowa)
- Dobrovlje (Dobrole)
- Gorenje pri Zrečah (Sankt Kunigund, Oberfeld bei Rötschach)
- Gornja vas (Oberdorf bei Rötschach)
- Gračič (Gradschitz in der Steiermark)
- Koroška vas na Pohorju (Koroschkaves, Karndorf in der Steiermark)
- Križevec (Heiligenkreuz bei Rötschach)
- Lipa (Lippa bei Rötschach)
- Loška Gora pri Zrečah (Luschberg, Loschberg in der Steiermark)
- Mala Gora (Malagora)
- Osredek pri Zrečah (Redegg)
- Padeški Vrh (Padeschberg, Patschenberg bei Rötschach)
- Planina na Pohorju (Sankt Bartholemä)
- Polajna (Poleine)
- Radana vas (Radeldorf in der Steiermark)
- Resnik (Resnigg bei Schwagberg)
- Rogla (Schwagberg)
- Skomarje (Skommer, Gregorsdorf bei Rötschach)
- Spodnje Stranice (Unterrabensberg)
- Stranice (Zreče) (Stranitzen, Rabensberg in der Steiermark)
- Zabork (Zagorke)
- Zlakova (Slakova, Schlogenberg)
- Zreče (Rötschach bei Gonobitz)

## Sehenswürdigkeiten
- Terme in der Stadt Zreče
- Ski- und Wandergebiet Rogla

## Nachbargemeinden
| Mislinja | Lovrenc na Pohorju                          | Slovenska Bistrica |
| Vitanje  | Kompassrose, die auf Nachbargemeinden zeigt | Oplotnica          |
| Vojnik   | Slovenske Konjice                           | Slovenske Konjice  |

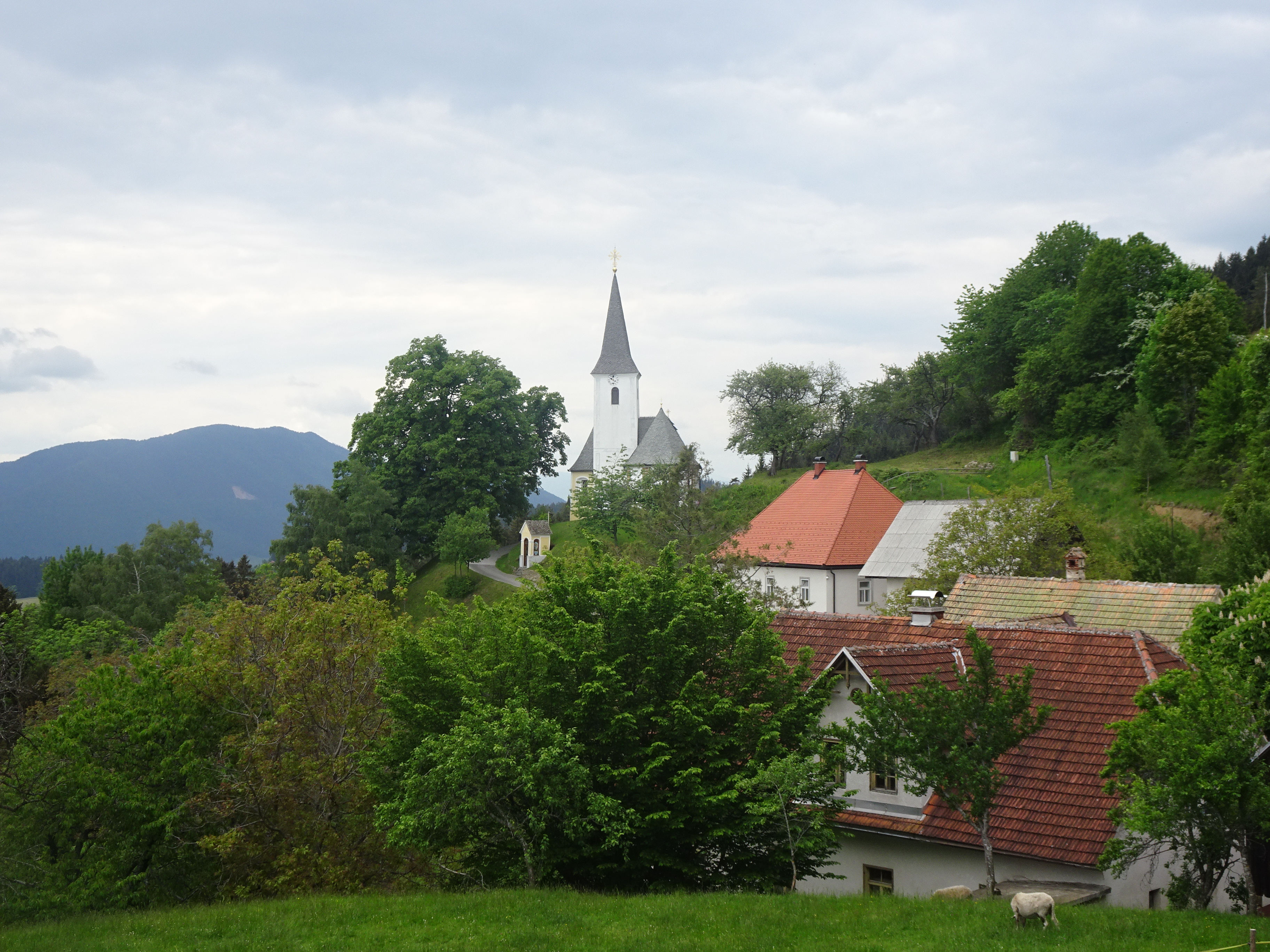
Skomarje, St. Lambertus
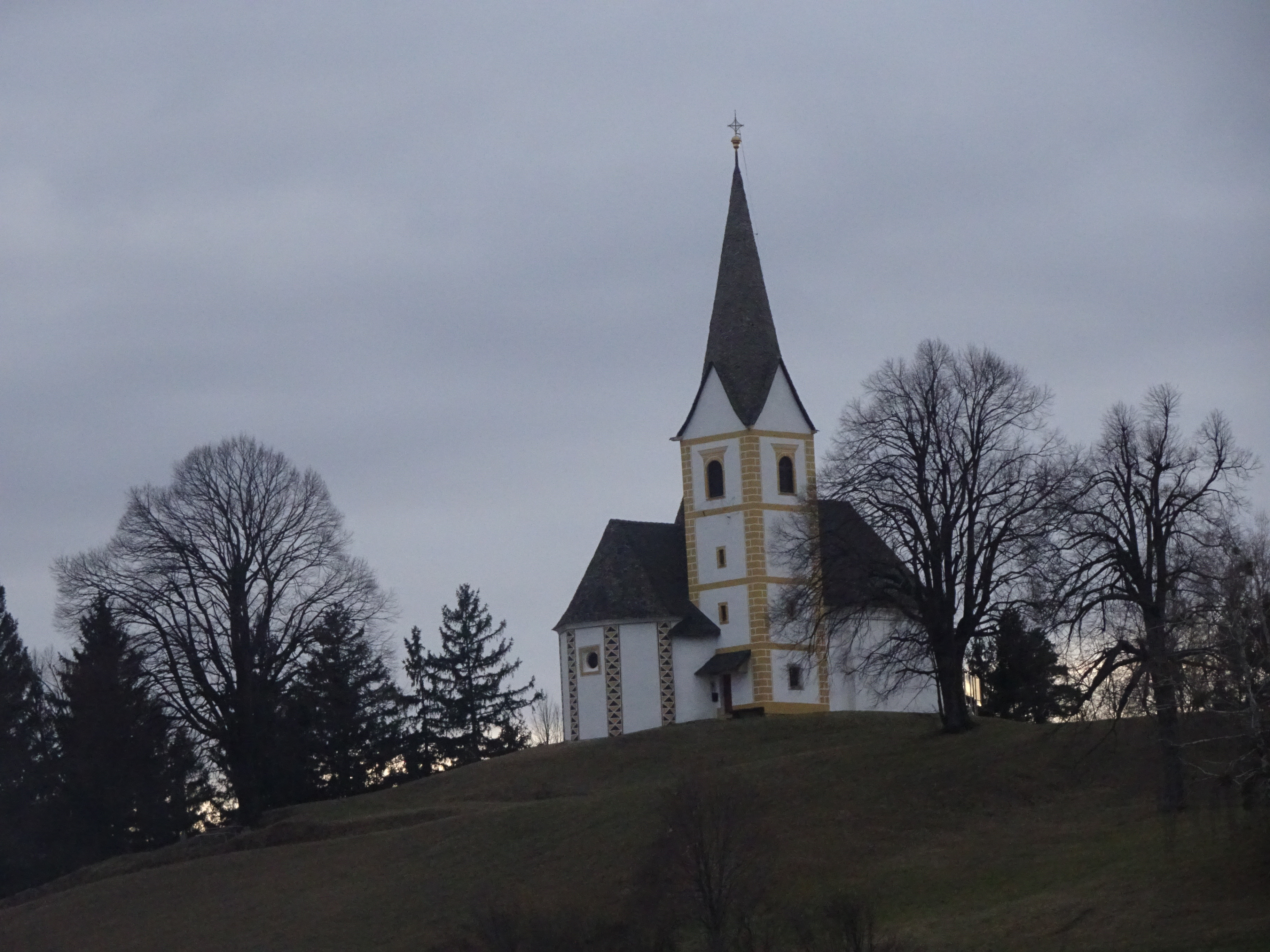
Zlakova, St. Martin
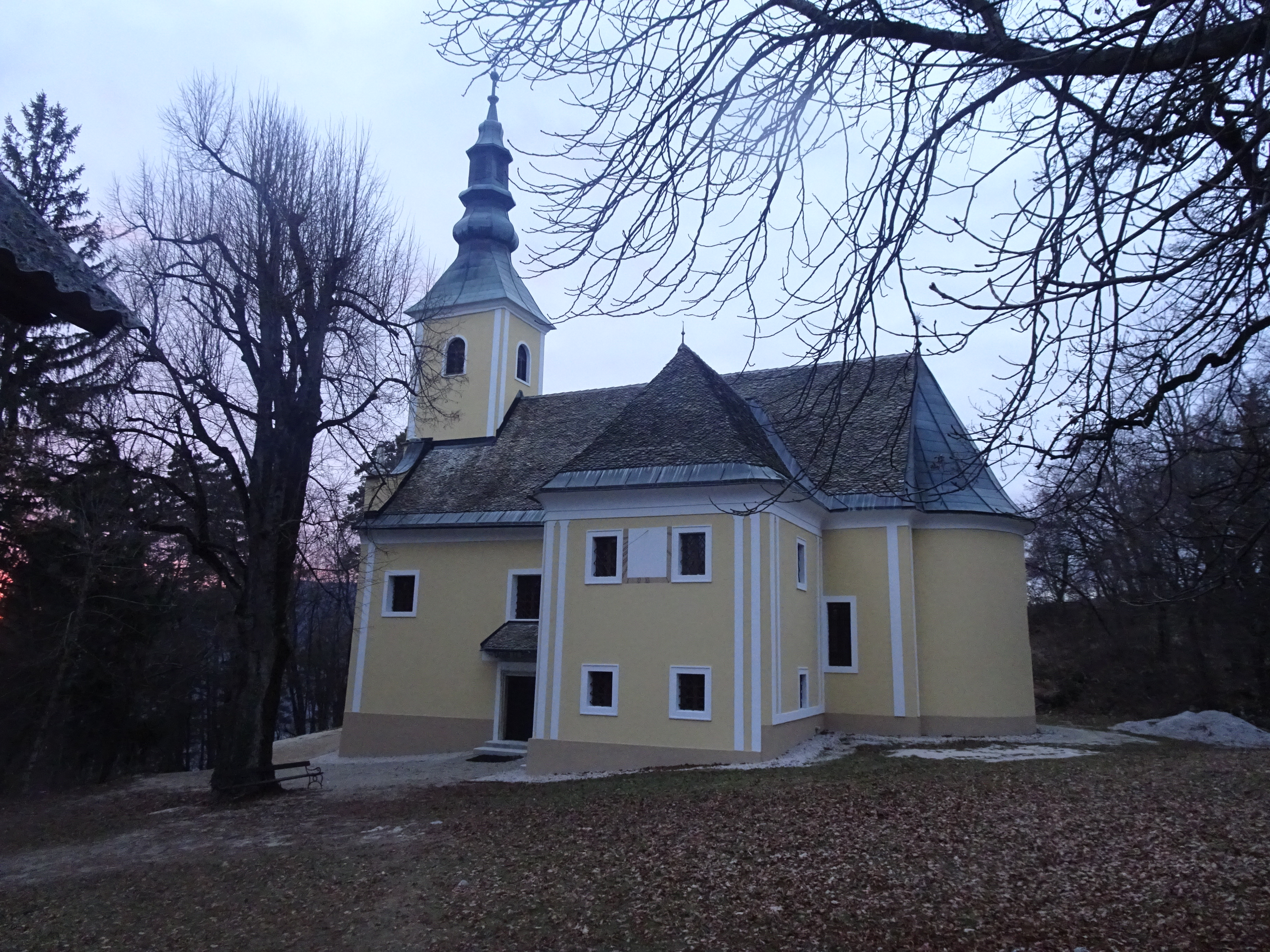
Zreče (Brinjeva gora), Marienkirche

## Geschichte
Auf dem Gemeindegebiet wurden bisher (Stand 1/2024) insgesamt drei Massengräber aus der Zeit um den Zweiten Weltkrieg gefunden.